# Szemes Mihály
Szemes Mihály (Budapest, 1920. július 23. – Budapest, 1977. október 3.) Balázs Béla-díjas magyar filmrendező, egyetemi tanár.

## Életpályája
A tanítóképző elvégzése után a Szegedi Tudományegyetemen tanult tovább, tagja volt a Hamletet előadó Egyetemi Színjátszó Társaságnak. 1942-ben a Magyar Filmirodához került naplóvezetőként. A második világháború idején hadifogoly volt. A háború után a Mafilm dramaturgja, majd vágója volt, később híradós, szinkronrendező és segédrendező volt. 1949–1951 között a Színház- és Filmművészeti Főiskola oktatója volt.
Első nagy sikerét A szánkó című Móra Ferenc adaptációval érte el feleségével, Szemes Marianne-nal.

## Magánélete
1946-ban házasságot kötött Szemes Marianne-nal (eredeti neve: Magaziner Marianne). Két lányuk született; Katalin (1950) és Zsuzsanna (1952).

## Filmjei

### Rendezőként
- Asszonysors (1947)
- Peti és az iskola (1948)
- Új utakon az építőipar (1950)
- Gyarmat a föld alatt (1951)
- Csapj az asztalra! (1953)
- Föltámadott a tenger (1953)
- A szánkó (1955)
- Több, mint játék (1956)
- Dani (1957) (forgatókönyvíró is)
- Kölyök (1959)
- Alázatosan jelentem (1960)
- Alba Regia (1961)
- Huszonegy ember (1962)
- Új Gilgames (1963)
- Édes és keserű (1966)
- Hölgyfodrász (1966)
- Az alvilág professzora (1969)
- Érik a fény (1970)
- Kincskereső kisködmön (1972) (forgatókönyvíró is)

### Rendező-asszisztensként
- Aranypáva (1943)
- Ópiumkeringő (1943)
- Forró mezők (1948)
- Mágnás Miska (1948)
- Tűz (1948)
- Egy asszony elindul (1949)
- Lúdas Matyi (1949)
- Rákóczi hadnagya (1953)
- Egy pikoló világos (1955)

### Szinkronrendezőként
| Év   | Cím              | Szinkron év |
| ---- | ---------------- | ----------- |
| 1944 | Végzetes éjszaka | 1949        |
| 1947 | Dr. Pirogov      | 1949        |